# カトリック大野教会 (佐世保市)
カトリック大野教会（カトリックおおのきょうかい）は、長崎県佐世保市にある、キリスト教（カトリック）の聖堂。
外海町の大野教会と違い、こちらの大野教会には司祭が常駐している。
周辺は松浦鉄道の左石駅、佐世保市立大野小学校や大野中学校が立地する。

## 沿革[1]
- 1961年6月、大野教会誕生、俵町小教区の巡回教会となる。
- 1968年3月19日、大野小教区独立。同時にスカボロ外国宣教会から長崎教区に移管される。
- 1982年5月5日、新聖堂の落成祝別式。今日に至る。